# 이소자키 아라타
이소자키 아라타(磯崎新, 1931년 7월 23일~2022년 12월 28일)는 일본의 건축가이다. 이바라키현의 쓰쿠바 센터 빌딩과 미국 로스앤젤레스의 로스앤젤레스 현대 미술관 등을 건축하여 포스트모던 건축을 선도해 국제적으로 활약했다.